# Tuchoraz (hrad)
Tuchoraz je hrad na okraji stejnojmenné obce v okrese Kolín. Stojí na terénní hraně nad Mlýnským rybníkem v nadmořské výšce 275 metrů. Od roku 1965 je chráněn jako kulturní památka.

## Historie

### Od roku 1388
Od roku 1388, za vlády krále Václava IV., vlastnil ves Petr z Klučova, který na nevysoké skále nad Šemberou vystavěl před rokem 1409 první kamennou tvrz - základ dnešního hradu. V roce 1441 koupil tvrz pražský měšťan Daniel Žitavský z Koňského trhu, který založil rybník a mlýn na Šembeře. Po jeho smrti v roce 1462 zdědila jeho majetek manželka Hedvika, která tvrz v následujícím roce postoupila svému druhému manželovi Mikuláši (Svitáčkovi) z Landštejna, purkrabímu na hradu Hluboká. Mikuláš z Landštejna se však postupně stal nejvýznamnějším královským hodnostářem a tak malá tvrz přestala vyhovovat jeho nově nabytému mocenskému postavení. Po roce 1468 proto přistoupil k nákladné přestavbě na honosné šlechtické sídlo s mohutnou vstupní obytnou věží a prostorným palácem. Stavební práce vedl Mistr Květoň o čemž se dochoval unikátní český nápis nad bránou. Po smrti Mikuláše z Landštejna zůstal hrad do roku 1579 v majetku jeho potomků a od roku 1542 je trvale označován jako „zámek“.

### Od roku 1579

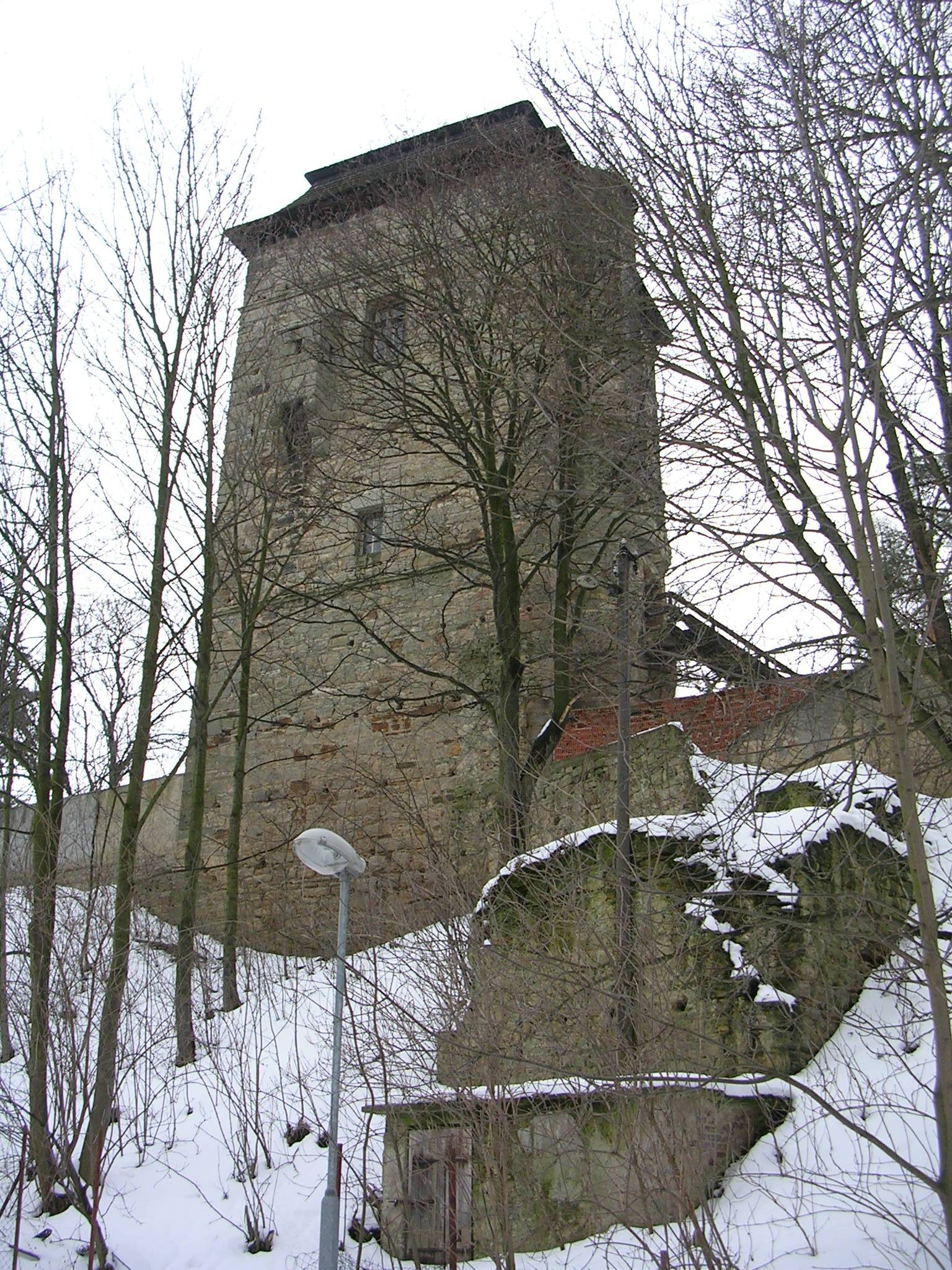
Pohled na zachovalou obytnou věž

V roce 1579 koupil zdejší panství s hradem Jaroslav I. Smiřický ze Smiřic a připojil ho k černokosteleckému panství. Na Tuchorazi sídlili v tuto dobu již pouze panští úředníci. V roce 1639 hrad obléhali Švédové, sice neúspěšně ale postupné zkáze hrad neunikl. Po roce 1770 byl až na vstupní věž téměř celý rozebrán a ze získaného materiálu byly zpevněny jezy a hráze v okolí.

### Od roku 1923
V roce 1923 byl dvůr při první pozemkové reformě svěřen do péče majitele zdejšího zbytkového statku, později byl v majetku zemědělského družstva. Zbytky hradu převzal v 70. letech 20. století krajský ústav státní památkové péče, který v 80. letech 20. století provedl opravu věže a její zpřístupnění veřejnosti. V roce 1992 získala v restituci celý statek, jehož součástí jsou i pozůstatky hradu a hospodářského dvora paní Markéta Grossová, která památku uzavřela veřejnosti. Restituenti přivedli celý majetek špatným hospodařením až do dražby, ve které ho roku 2013 koupil zdejší rodák Ing. František Vyšata z rodiny významných tuchorazských ovocnářů.

## Stavební podoba
Z hradu se zachovaly zbytky paláce, obvodové zdivo čtverhranné bašty s kvádrovým nárožím, sklepení a především vstupní, 20 metrů vysoká, obytná věž. Ve věži se dochovaly unikátní gotické klenby, ve druhém patře obkročná hvězdicová klenba. Věž tuchorazského hradu představuje unikátní a poměrně řídce reprezentovanou architekturu z doby vlády Jiřího z Poděbrad.

## Přístup
Věžovitá brána tuchorazské tvrze je po rekonstrukci a v době konání kulturních akcí nebo po předchozím objednání přístupná pro veřejnost.